# Tribu Shoalwater Bay

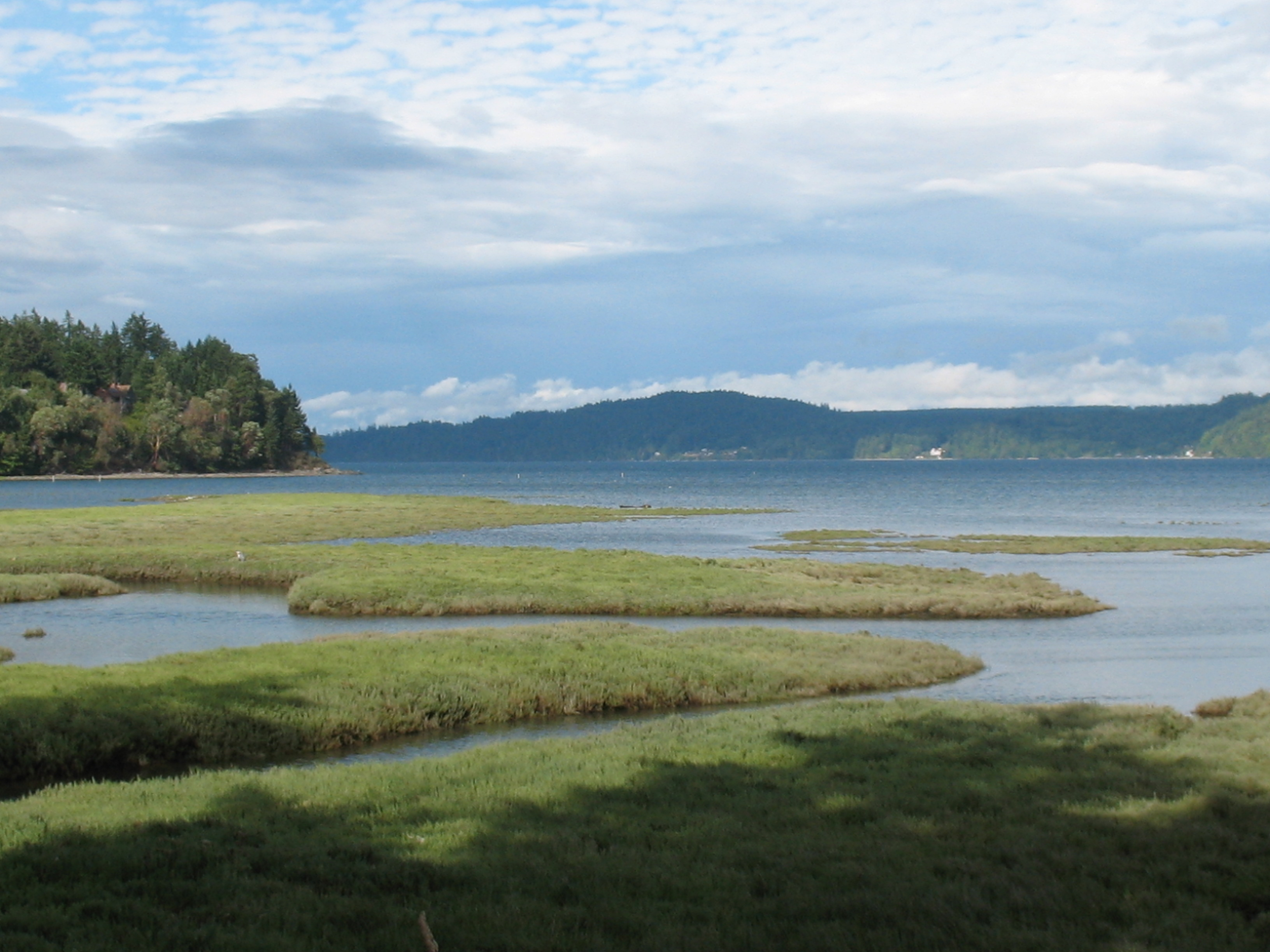
Badia de Shoalwater a l'oest de Washington

La tribu Shoalwater Bay és una tribu reconeguda federalment d'amerindis dels Estats Units a l'oest de l'estat de Washington als Estats Units. Són descendents de les tribus chinook Willapa, baix chehalis, i Willapa Hills. La tribu Shoalwater viu a la costa sud-oest de Washington al nord-oest del comtat de Pacific, als marges de la badia de Willapa on estat situats els 2.693 km² de la reserva índia Shoalwater Bay (46° 43′ 22″ N, 124° 01′ 33″ O / 46.72278°N,124.02583°O) amb 70 habitants (cens dels Estats Units del 2000). La reserva és just a l'oest de Tokeland (Washington).
La llengua original de la tribu Shoalwater (molt probablement extingida) podria haver estat el baix chinook, una de les llengües chinook.